# Natalia Medvédeva
Natalya Medvedeva (Ruso: Наталья Георгиевна Медведева) (14 de julio de 1958, San Petersburgo—3 de febrero de 2003, Moscú) fue una poeta, escritora, músico, e integrante del grupo de rock Tribunal.

## Carrera
A la edad de 17 años, Medvedeva se mudó a Los Ángeles, donde encontró trabajo como modelo, posando para Playboy y para la portada del álbum de The Cars debut homónimo de 1978.
Estuvo casada con Eduard Limonov, un novelista polémico y líder del Partido Nacional Bolchevique a quien conoció en 1982 en Los Ángeles. Su período de LA se representa en su novela Hotel California (1989). En 1982, Medvedeva se trasladó a París y se convirtió en una cantante de piano-bar. Escribió poesía, ensayos para revistas francesas, y publicó dos novelas en 1985 y 1987. En 1989 participó en un proyecto colectivo de poesía "El pasado 16 de diciembre de 1989", junto con los poetas Oleg Prokófiev y Anton Koslov Mayr. Este proyecto fue publicado como un libro el mismo año por William Brui.
A principios de 1990, Medvedeva se presentó como una representante de la revista Novy Vzglyad en Francia.
En octubre de 1993 Medvedeva inició un llamamiento a poner fin al asedio de la Casa Blanca (parlamento ruso), organizado por Boris Yeltsin. Una carta abierta firmada por un número de artistas y escritores rusos fue publicado por la prensa francesa. A finales de 1993 Medvedeva, a raíz de Limonov, se trasladó a Moscú. La pareja se divorció en 1994. A finales de 1990 Medvedeva tuvo una relación con Serguei Vysokosov, el guitarrista de "Corrosia Metalla." Grabó dos álbumes en Rusia - "Trubinal Natalii Medvedeoi" (Tribunal Natalya Medvedeva) y "Au nikh byla strast" ("Ellos tenían una pasión").
En el momento de su muerte, Medvedeva vivía en Moscú. Ella murió mientras dormía de un ataque al corazón el 3 de febrero de 2003, tenía solo 44 años. Sus cenizas fueron repartidas en San Petersburgo, París y Los Ángeles.

## Trabajos publicados
- Mama, i︠a︡ zhulika li︠u︡bli︠u︡!: roman. (mamá, yo quiero a un ratero) Nueva York: Russica Editores, 1988, c1987. ISBN 0-89830-114-9
- "Poslednee 16-e Dekabria 1989 goda", (el último 16 de diciembre de 1989) Atelier William Brui, París, 1989
- Otelʹ "Kalifornii︠a︡": roman, rasskazy (California hotel) Moscú: la revista literaria "Glagol", 1992. ISBN 5-87532-008-7
- Moi︠a︡ borʹba (mi lucha) Belgorod: "Vspyshki", 1994. ISBN 5-900303-96-9
- I︠A︡ rei︠u︡ znamenem--: stikhi (yo ondeo como una bandera: versos) San Petersburgo: "Iskusstvo-SPB", 1995. ISBN 5-210-01478-9
- Li︠u︡bovʹ s alkogolem; V strane chudes (Russkai︠a︡ tetradʹ) (el amor con alcohol; en el país de las maravillas) Belgorod: "Vspyshki", 1995. ISBN 5-900303-94-2
- A u nikh byla strastʹ-- (Ellos tenían una pasión) Moscú: "Vagrius", 1999. ISBN 5-264-00059-X
- Zhiznʹ v "Nou fʹi︠u︡cher" (la vida en "No future" - pieza de teatro) Moscú: Zapasnyĭ vykhod/Emergency Exit, 2005. ISBN 5-98726-016-7
- Nochnaia pevitsa, (la cantante de noche) М., «Vagrius», 2003.
- Moi liubimy (mi amado), М., «Vagrius», 2003.

## Natalia Medvédeva en el cine
- la página de Natalia Medvédeva en imdb.com